# Berberis magnifica
Berberis magnifica är en berberisväxtart som först beskrevs av Ahrendt, och fick sitt nu gällande namn av J. E. Laferriere. Berberis magnifica ingår i släktet berberisar, och familjen berberisväxter. Inga underarter finns listade i Catalogue of Life.